# سهند الله وردیان
سهند الله وردیان بازیکن والیبال اهل ایران، عضو باشگاه والیبال ارومیه و بازیکن تیم ملی والیبال ایران است.
الله وردیان به همراه تیم ملی جوانان به قهرمانی هفدهمین دوره مسابقات جام ملت‌های جوانان آسیا دست یافت و در پایان به عنوان بهترین مدافع میانی مسابقات انتخاب شد.او در مسابقات قهرمانی آسیا در رده امید ها در اردبیل قهرمان آسیا شد و همچنین در مسابقات آسیایی در تهران در رده نوجوانان قهرمان آسیا شد.
او در رده امید و نوجوانان به همراه جوانان توانست جایزه بهترین دفاع آسیا را به اسم خود در بیاورد
سهند الله وردیان در مسابقات نوجوانان جهان در مکزیک با تیم ملی ایران به مقام چهارمی رسید
الله وردیان در مسابقات المپیک دانشجویان جهان حضور داشت،از دیگر مسابقات جهانی میتوان به مسابقات تیم ملی جوانان ایران در مکزیک و همچنین جوانان جهان در ترکیه،مسابقات جهانی امید ها در مصر اشاره کرد